# Индурайн, Мигель
Миге́ль Анхе́ль Индура́йн Ларрайя (исп. Miguel Ángel Indurain Larraya, баск. Miguel Indurain Larraia; род. 16 июля 1964 года в Вильяве, Испания) — испанский шоссейный велогонщик. Пять раз подряд побеждал на Тур де Франс (1991—1995), один из 4 велогонщиков, кто победил на Туре 5 раз, и единственный, кто это сделал подряд. Двукратный победитель Джиро д’Италия (1992 и 1993).
Стал профессионалом в 1984 году после выступления на Олимпийских играх в Лос-Анджелесе.
Олимпийский чемпион-1996 и чемпион мира-1995 в индивидуальной гонке с раздельным стартом.
В 1994 году установил мировой рекорд в часовой гонке на треке — 53 км 40 м.

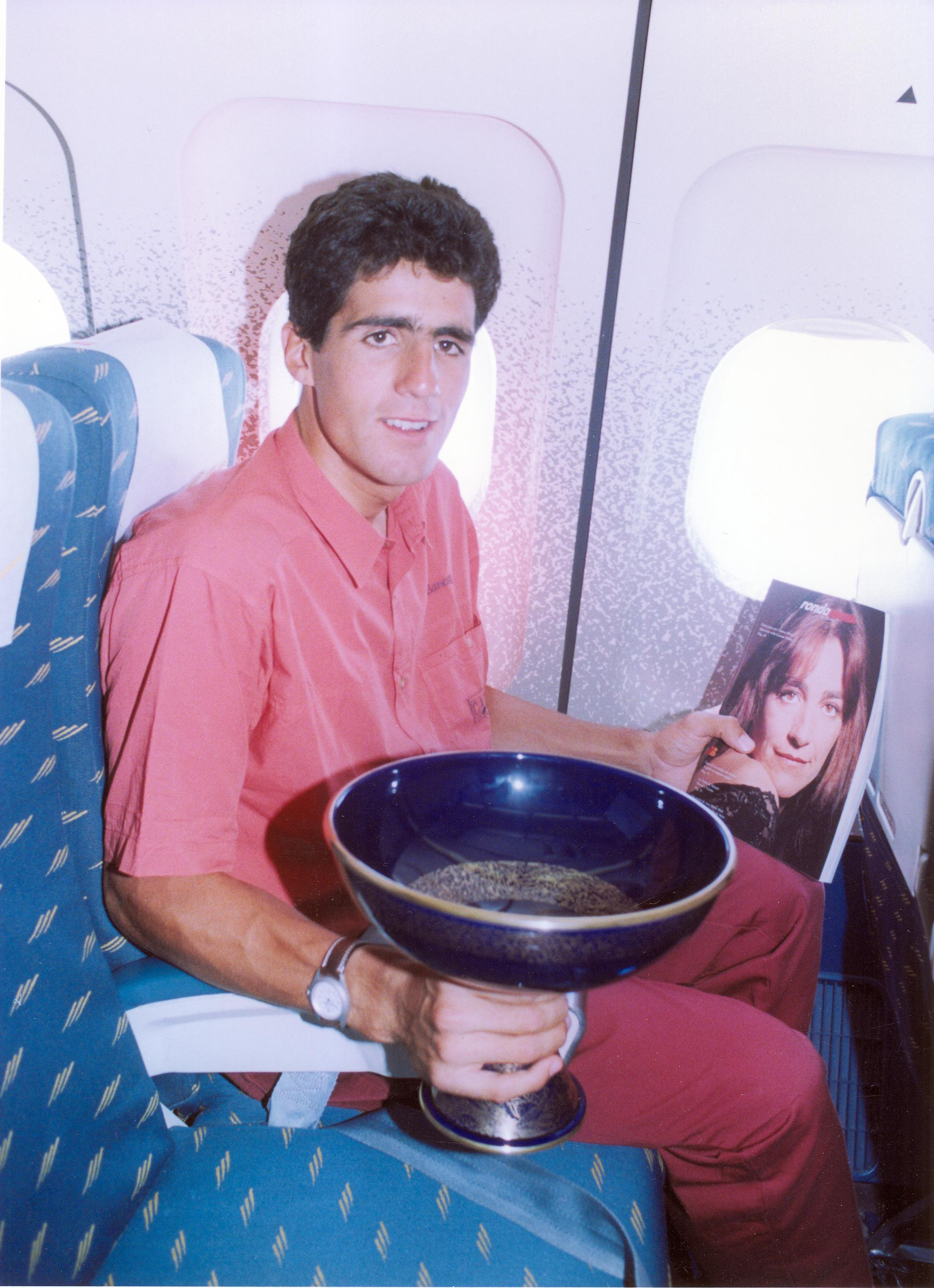
Индурайн после победы на Тур де Франс 1991 года

Выносливость и физические данные (рост 188 см и вес 80 кг) дали ему прозвища «Мигелон» (Miguelón) и «Большой Миг» (Big Mig).
Индивидуальные физиологические особенности Индурайна уникальны не только по сравнению с обычными людьми, но и по сравнению со спортсменами — объём лёгких около 8 литров (при среднем показателе 6 литров), кровообращение позволяло прокачивать по организму до 7 литров крови в минуту (у обычных людей в среднем 3-4 л, у велогонщиков 5-6 л), пульс в состоянии покоя — 28 ударов в минуту (средний показатель у людей — 60-70 ударов).
Обладатель многих спортивных и государственных наград, среди которых можно выделить Большой крест испанского ордена Гражданских заслуг, Большой крест испанского королевского ордена Спортивных заслуг, премию Принца Астурийского, французский орден Почётного легиона, олимпийский орден.
Его младший брат Пруденсио Индурайн тоже стал достаточно известным шоссейным велогощиком.